# Condé-sur-Vesgre
Condé-sur-Vesgre là một xã của Pháp, nằm ở tỉnh Yvelines trong vùng Île-de-France.
Người dân ở đây trong tiếng Pháp gọi là Condéens.

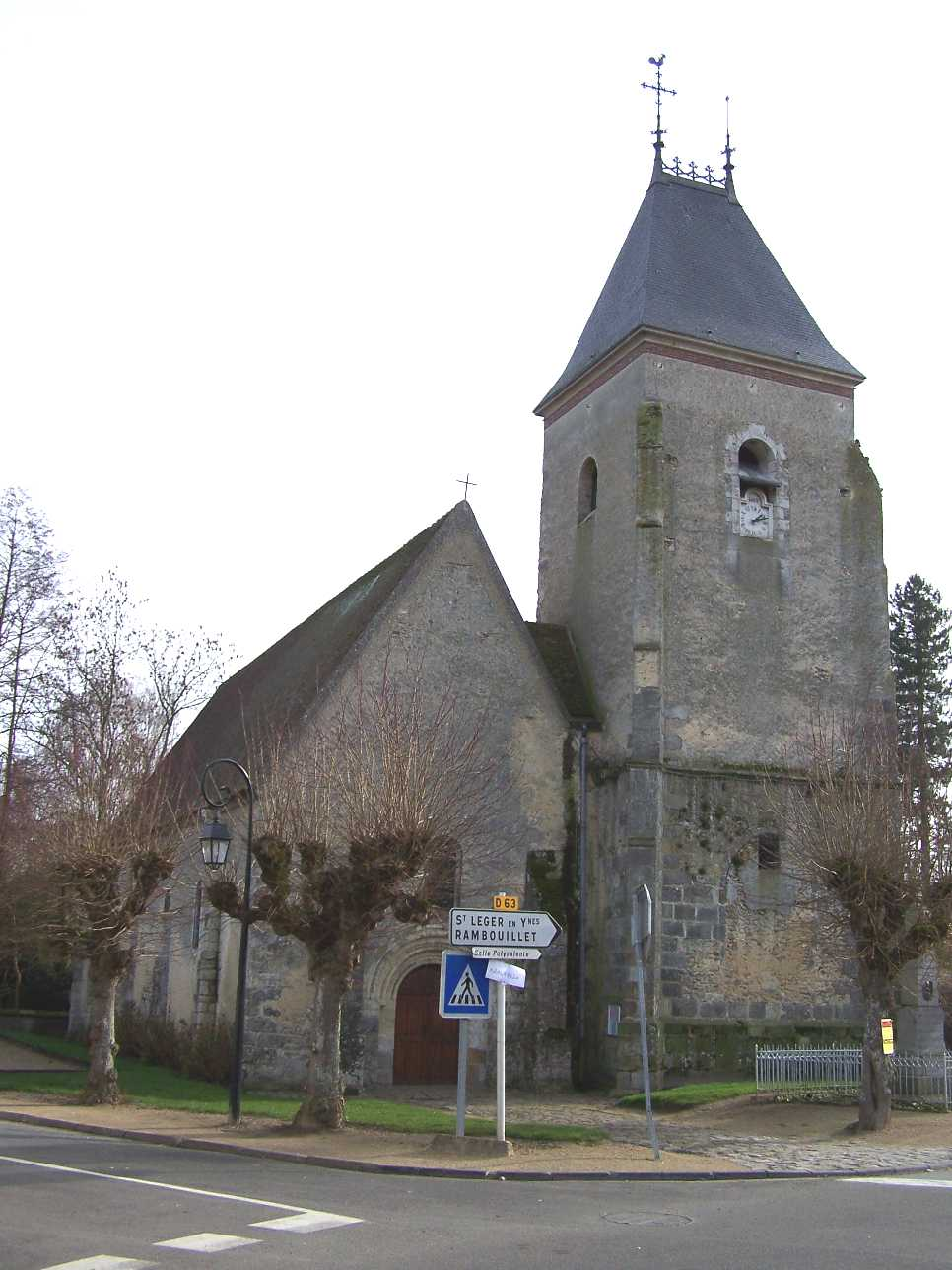
Nhà thờ Saint-Germain-de-Paris